# Cimetière du Montparnasse
Pour les articles homonymes, voir Montparnasse et Cimetière du Sud.
Le cimetière du Montparnasse est situé dans le 14e arrondissement de Paris. À l'origine, il se nommait cimetière du Sud. Il a été créé en 1824 lors de la mise en œuvre des premières politiques d'urbanisme et plus particulièrement à l'occasion de la mise en place d'un réseau de cimetières parisiens en dehors des anciennes limites de la capitale.
D'une superficie de 19 hectares, il est délimité par la rue Froidevaux au sud, la rue Victor-Schœlcher à l'est, le boulevard Raspail au nord-est, le boulevard Edgar-Quinet au nord, et la rue de la Gaîté à l'ouest. La rue Émile-Richard traverse le cimetière depuis 1890.
Avec 35 000 concessions, il abrite le souvenir d'un grand nombre de personnalités : hommes politiques, personnalités religieuses, penseurs de la condition humaine, artistes exerçant dans les domaines les plus variés, artisans du progrès technique, explorateurs, etc. Ainsi, un certain nombre de tombes individuelles se font l'écho des évènements survenus au cours des deux derniers siècles qui ont marqué les esprits ou les cœurs. Par ailleurs, des monuments publics rappellent deux évènements dramatiques vécus par la capitale en 1870 et 1871 : le siège de Paris puis la Commune.

## Historique
Le cimetière du Montparnasse a été ouvert en 1824 hors la barrière du Montparnasse au sud de l'enceinte des Fermiers généraux qui délimitait alors la ville. Situé au Petit-Montrouge, territoire de la commune de Montrouge, il fait partie des quatre cimetières mis en service dans les deux premières décennies du XIXe siècle en dehors des limites de la ville, les trois autres étant le cimetière du Père Lachaise (1804), à l'est de la ville, ouvert sur le territoire de la commune de Charonne, le cimetière de Passy (1820), à l'ouest et le cimetière de Montmartre (1825) aménagé à l'emplacement d'un petit cimetière préexistant. Le préfet de la Seine, Nicolas Frochot, a projeté d’ouvrir un cinquième cimetière au sud-ouest, à l’endroit où s’est installée la gare de marchandises de la gare d’Orléans.
L'emplacement était autrefois occupé par trois fermes. Il subsiste encore dans le cimetière une tour de l'un des nombreux moulins à farine des quartiers du Parc de Montsouris et du Montparnasse. Au début du XIXe siècle, les terrains furent achetés à l'initiative de Nicolas Frochot, préfet de la Seine.

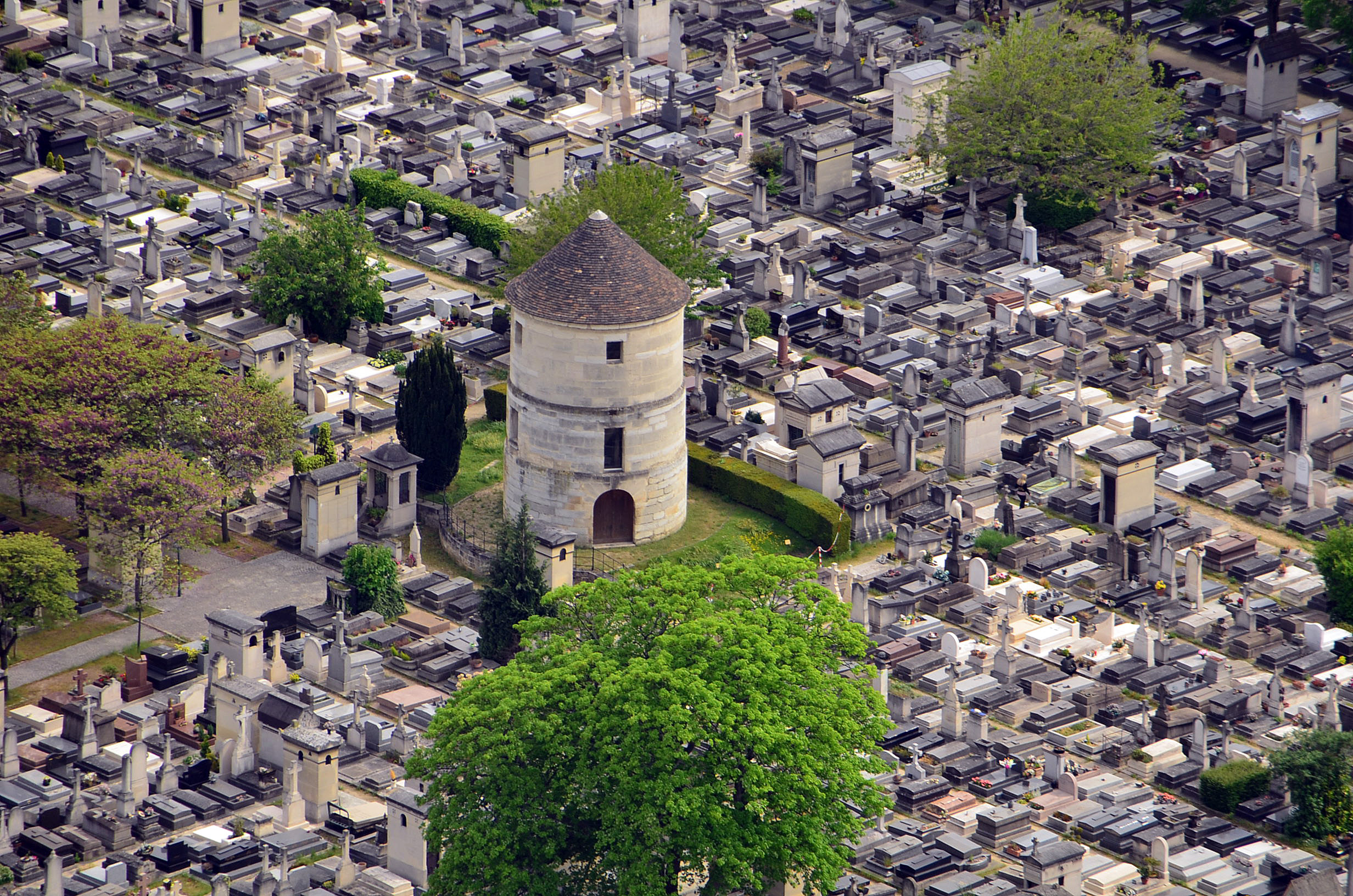
Moulin du cimetière vu de la tour Montparnasse.

La première inhumation a lieu le 25 juillet 1824. À l'ouverture du cimetière, le moulin devient la maison du gardien. Il est classé monument historique par un arrêté du 2 novembre 1931. Ouvrent ensuite autour du nouveau lieu de culte des entreprises de marbriers, travaillant avec des sculpteurs qui étaient installés à proximité, comme François Rude, Jean-Baptiste Carpeaux puis Antoine Bourdelle.

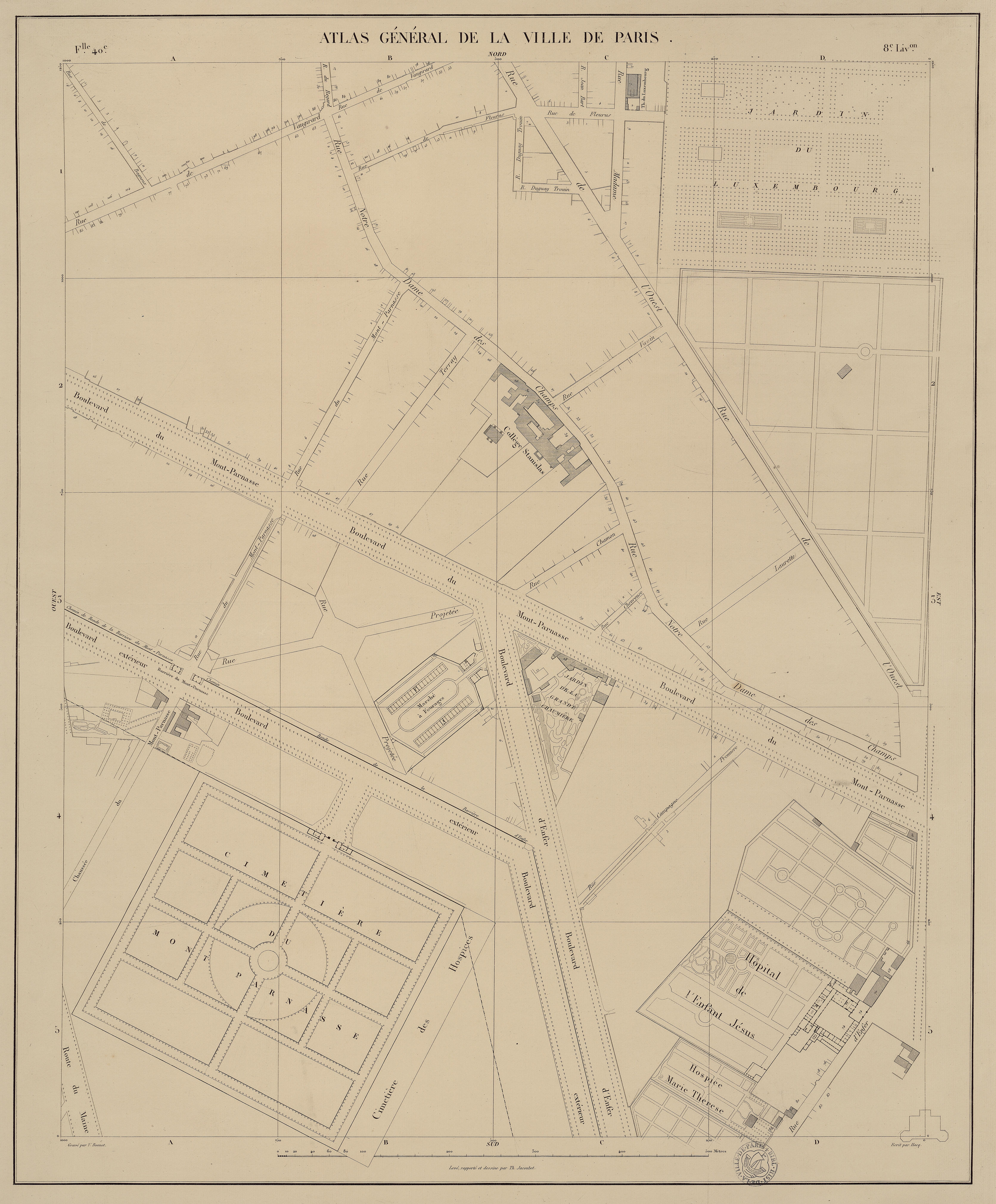
Emplacement de la barrière et du cimetière de Montparnasse, extrait de l'Atlas de Jacoubet, 1836.
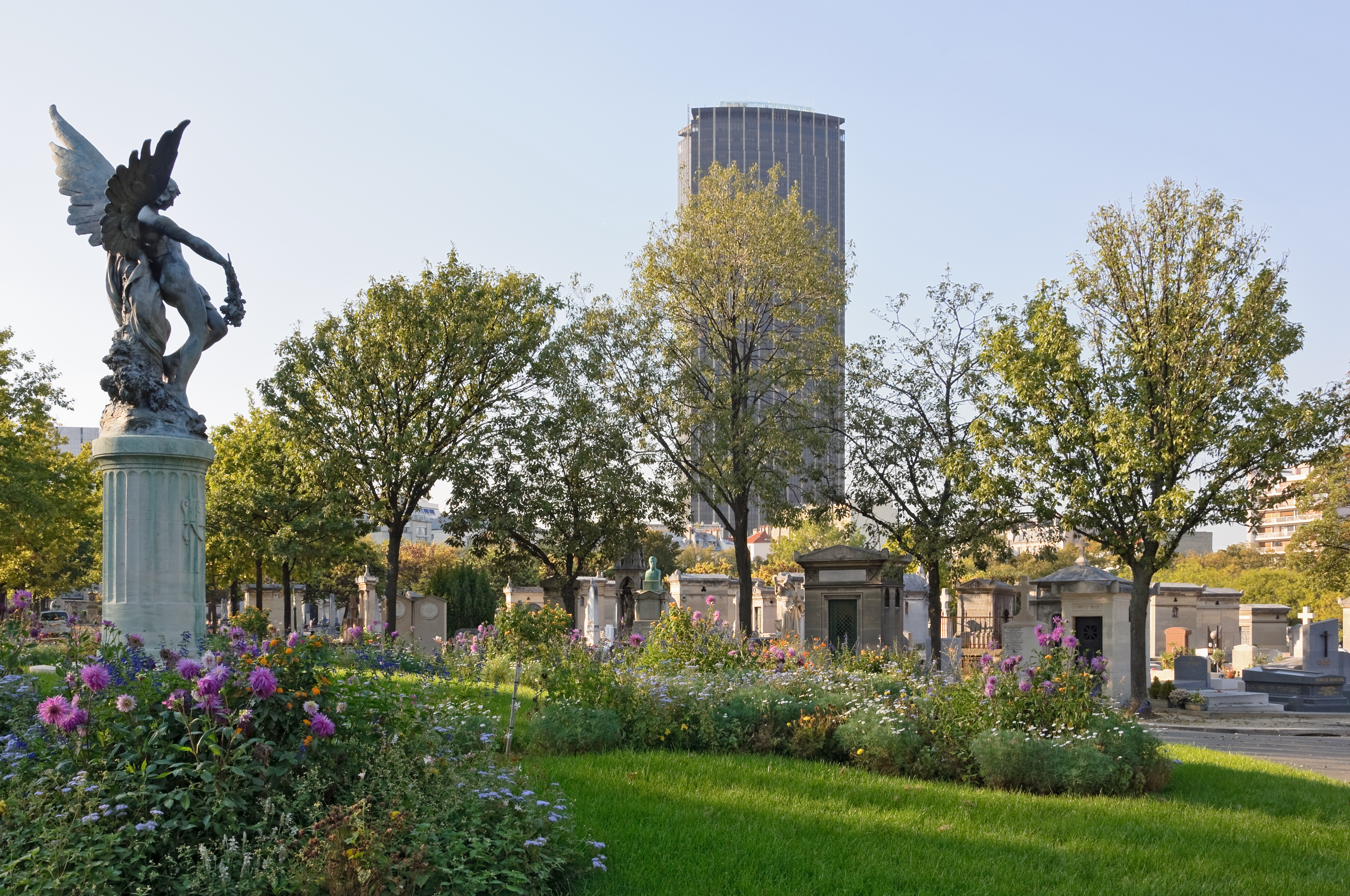
Place centrale ornée du Génie du sommeil éternel, d'Horace Daillion (1889).
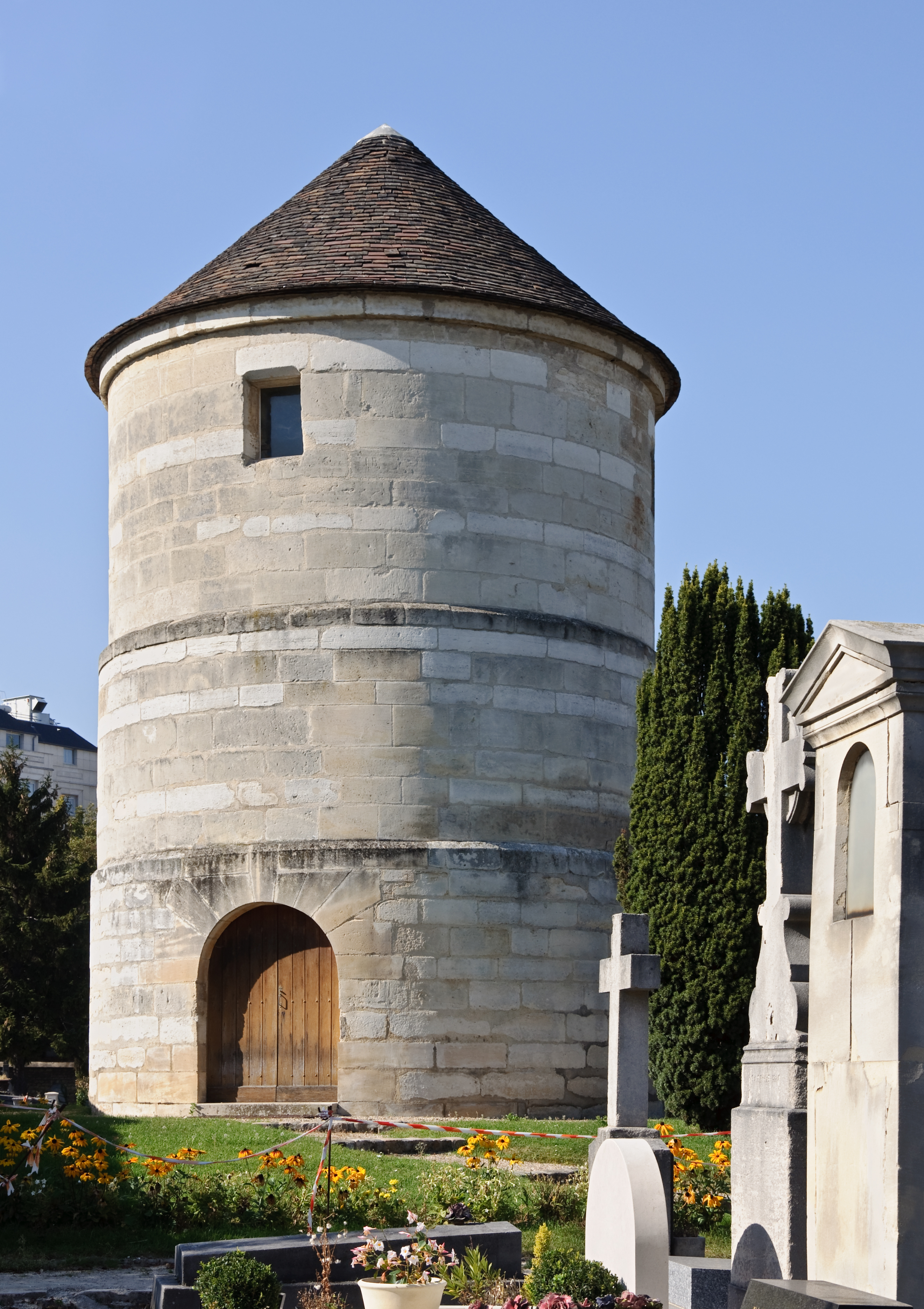
La tour du Moulin de la Charité.

Les évènements de 1870 et 1871 ont donné lieu à l'érection dans la partie orientale du cimetière de deux monuments en hommage:
- aux victimes de la guerre franco-allemande de 1870, notamment à l'occasion du siège par les armées allemandes :
  - de Paris du 18 septembre 1870 au 26 janvier 1871,
  - de Strasbourg comme le rappelle un monument annexe dédié au préfet du Bas-Rhin Valentin, érigé à un moment où la capitale de l'Alsace était devenue allemande en vertu du traité de Francfort du 10 mai 1871,
- aux communards abattus au cours de la Semaine sanglante du 21 au 28 mai 1871.

En 1890, le percement de la rue Émile-Richard coupe le cimetière en deux, les allées majestueuses de la petite partie est du cimetière se trouvant disproportionnées, le plan de circulation de cette partie est redessiné. 
Pour les monuments visibles dans le cimetière :

## Époque contemporaine
L'entrée principale du cimetière est située au nord sur le boulevard Edgar Quinet, historien et homme politique républicain qui s'exila sous le Second empire. Il revint pour être élu député en 1870 mais mourut juste avant d'avoir vu l'instauration définitive du Régime républicain en France, qu'il appelait de ses vœux. Il repose  au centre du cimetière (11e division).
La partie principale du cimetière à l'ouest de la rue Émile-Richard est divisée en 21 divisions. La numérotation suit l'ordre d'une spirale à partir du rond-point central.
La partie située à l'est de la rue Émile-Richard est divisée en huit divisions, numérotées de 22 à 30 ; il n'y a pas de 23e division.

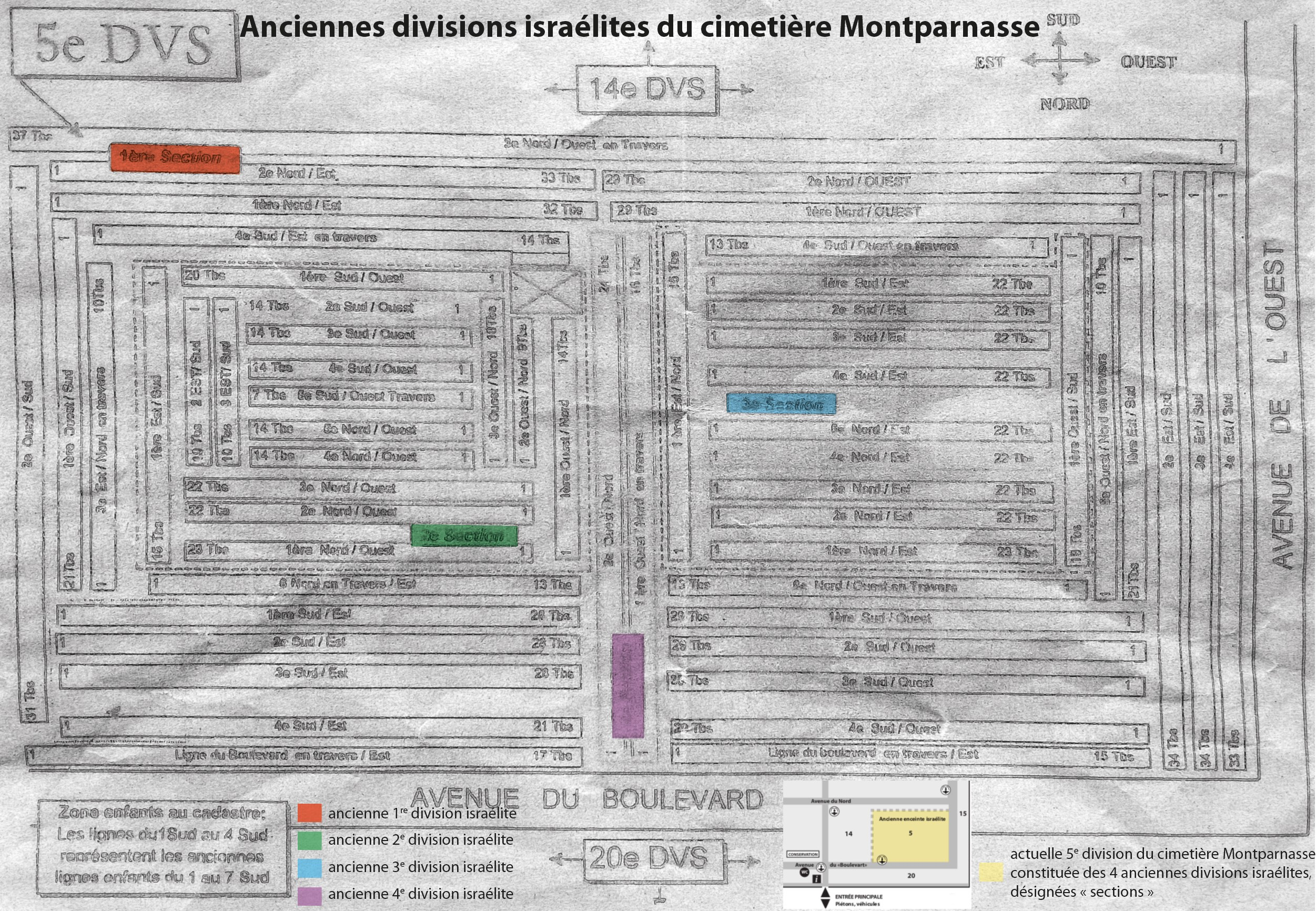
Anciennes divisions israélites du cimetière du Montparnasse.

Des plans sur papier sont disponibles à l'entrée principale et le service de la conservation répond aux demandes de localisation précise, en précisant la sous-section concernée et une double indication nord/sud et est/ouest.
Quatre sections de la 5e division avaient été un temps réservées aux israélites, à l’instar d’Adolphe Crémieux, qui obtint en 1870 la naturalisation des juifs d'Algérie. D'autres personnalités juives sont enterrées au sud de la partie orientale du cimetière, comme  le capitaine Dreyfus disculpé dans une affaire d'espionnage pour le compte de l'Allemagne (1894-1906), qui divisa les Français et fut la cause d'un profond renouvellement du régime républicain.

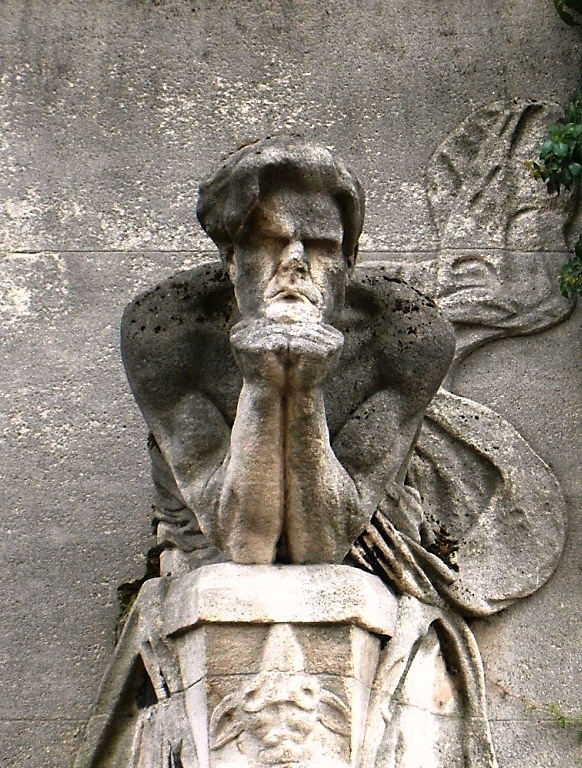
Cénotaphe de Charles Baudelaire au cimetière du Montparnasse.

Par ailleurs, le cimetière abrite de nombreuses tombes collectives des congrégations religieuses. La chapelle des douze apôtres au nord du rond-point est le lieu de sépulture des prêtres sans famille. La tombe individuelle de Rosalie Rendu (14e division), Fille de la charité de Saint-Vincent-de-Paul béatifiée en 2003, est toujours soigneusement entretenue et décorée des remerciements des fidèles reconnaissants pour leurs vœux exaucés.
Un grand nombre de personnages illustres sont enterrés dans le cimetière du Montparnasse y compris des représentants de tous les arts : la poésie, le roman, la peinture, la photographie, la sculpture, la philosophie, le théâtre et le cinéma, la chanson, le dessin satirique…
Avec ses 19 hectares, la deuxième nécropole intra-muros de Paris en est aussi l'un des plus importants espaces verts. On y dénombre 1 200 arbres, essentiellement des tilleuls, des sophoras, des thuyas, des érables, des frênes et des conifères. Outre les espèces les plus communes d'oiseaux, les lieux sont susceptibles d'accueillir la nidification des espèces familières des cimetières : gobe-mouche gris, grimpereau des jardins, fauvette à tête noire, pic vert ou épeichette, rouge-queue noir, serin cini...

## Tombes commémoratives

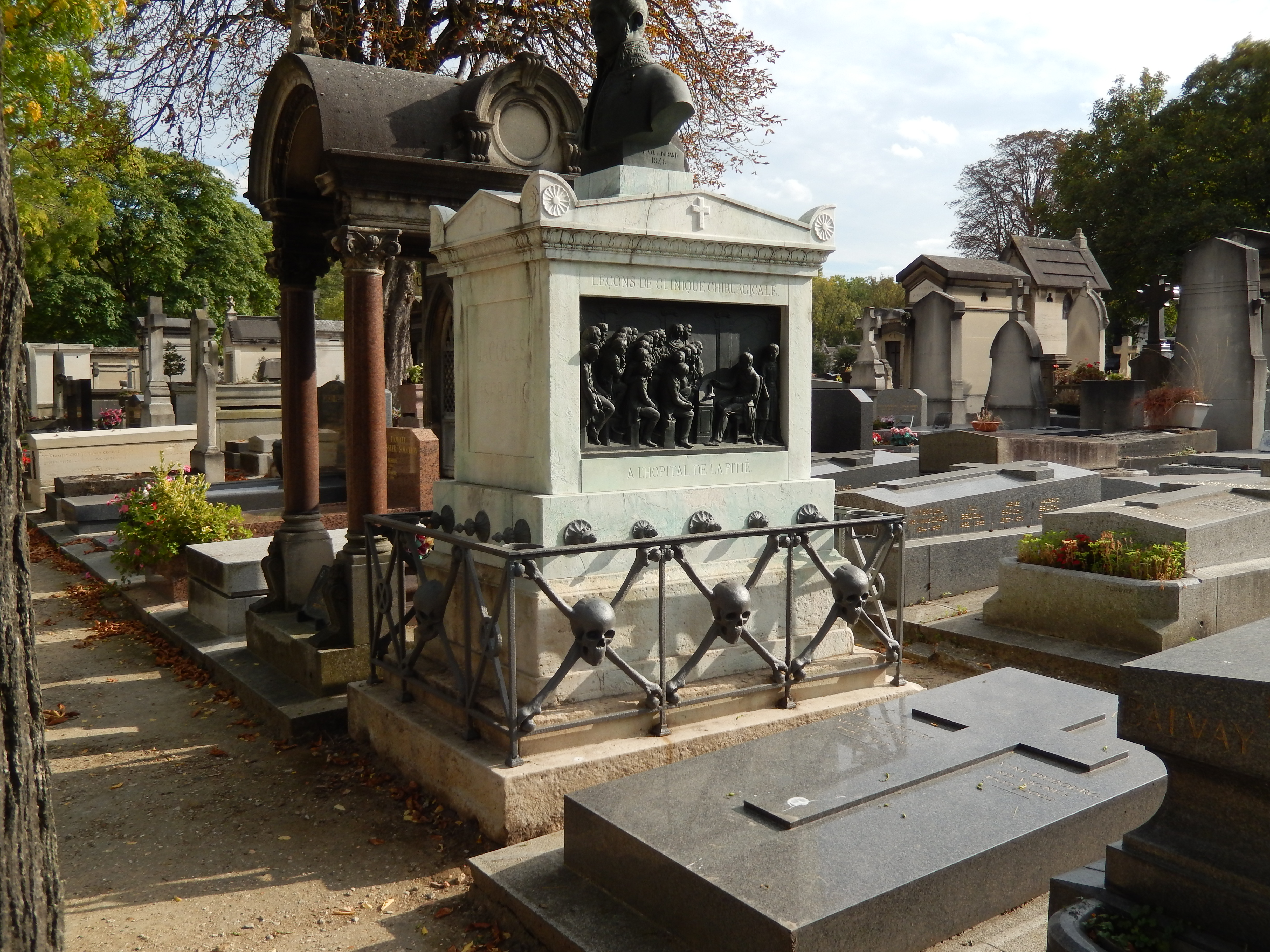
Tombe de Jacques Lisfranc.

Jacques Lisfranc (13e division) commença sa carrière de chirurgien lors de la campagne de Napoléon en Saxe (1813) et notamment améliora la connaissance de l'anatomie des articulations du pied : « La chirurgie est brillante quand elle opère, elle l'est bien encore davantage lorsque, sans faire couler le sang et sans mutilation, elle obtient la guérison du malade ».
Une colonne brisée (8e division) symbolise le destin tragique des Quatre sergents de La Rochelle, guillotinés en place publique le 21 septembre 1822 pour avoir comploté contre la restauration en cours du régime monarchique.
Le monument dédié au contre-amiral Jules Dumont d'Urville (15e division) a été l'occasion pour la société de géographie de célébrer les expéditions de cet explorateur, qui identifia en particulier sur l'Antarctique la terre Adélie (1840), qui porte le nom de sa femme et où la France entretient encore aujourd'hui une base permanente.
Une souscription républicaine de 1880 a rendu hommage à l'héroïsme de Denis Dussoubs (8e division). Il fut abattu par la troupe lors du coup d'État du 2 décembre 1851 du futur Napoléon III, alors qu'il tentait de la convaincre de rester fidèle à la République. L'événement est relaté par Victor Hugo dans L'Histoire d'un crime.

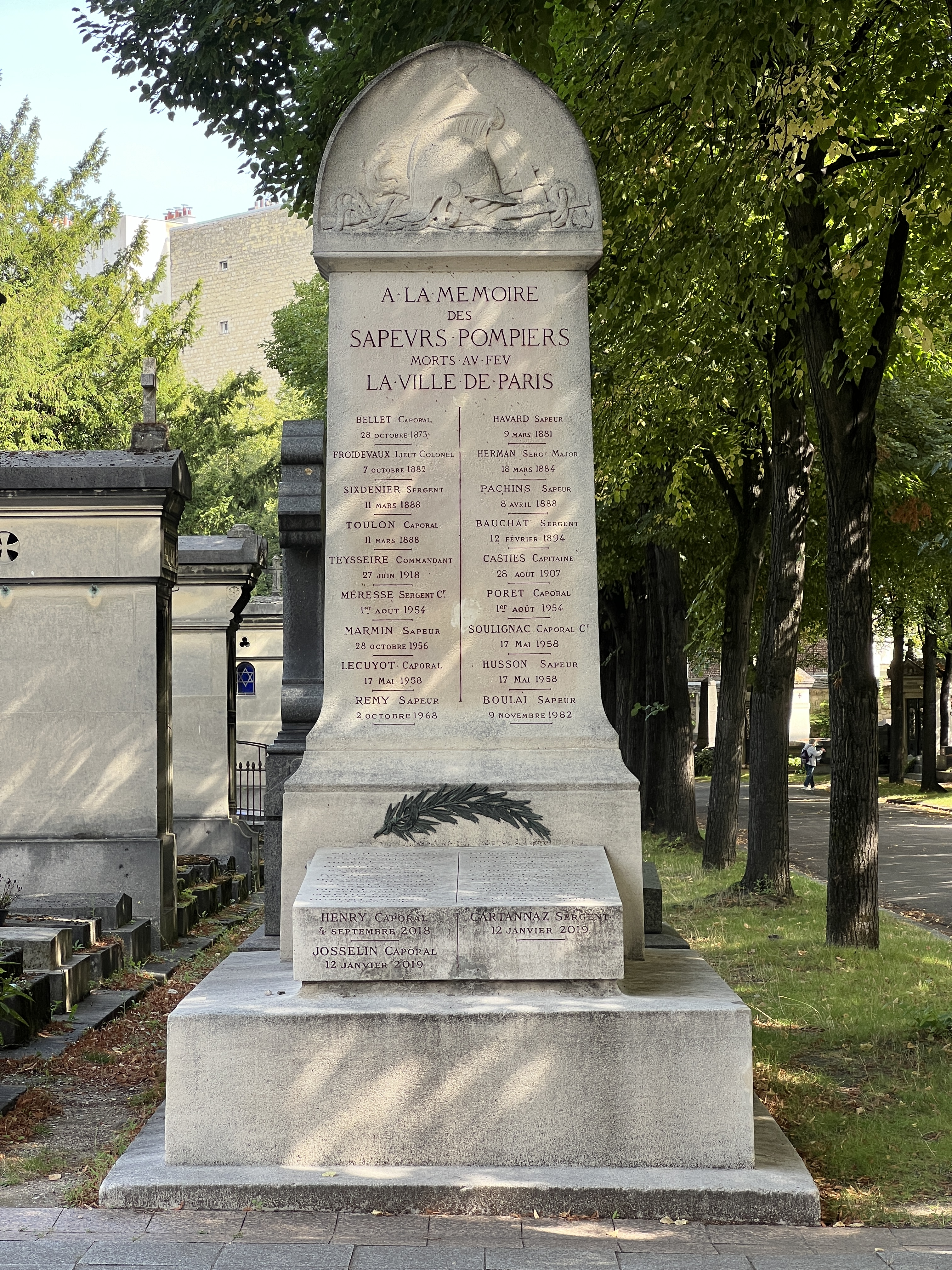
Tombeau des « morts au feu ».

Le tombeau des morts au feu a été inauguré en 1883, en mémoire des sapeurs-pompiers de Paris morts en service. Une cérémonie d'hommage y est organisée chaque année à la Toussaint. 
Trois générations des Deschanel qui ont servi la Troisième République reposent dans une tombe de la  (14e division) sous l'épitaphe « on n'emporte en mourant que ce que l'on a donné » :
- Émile, écrivain et sénateur inamovible de 1881 à 1904 ;
- Paul, président de la Chambre des députés entre 1898 et 1920 et président de la République pendant quelques mois en 1920, membre de l’Académie française ;
- Paul-Louis, mort pour la France aux débuts de la Seconde Guerre mondiale.

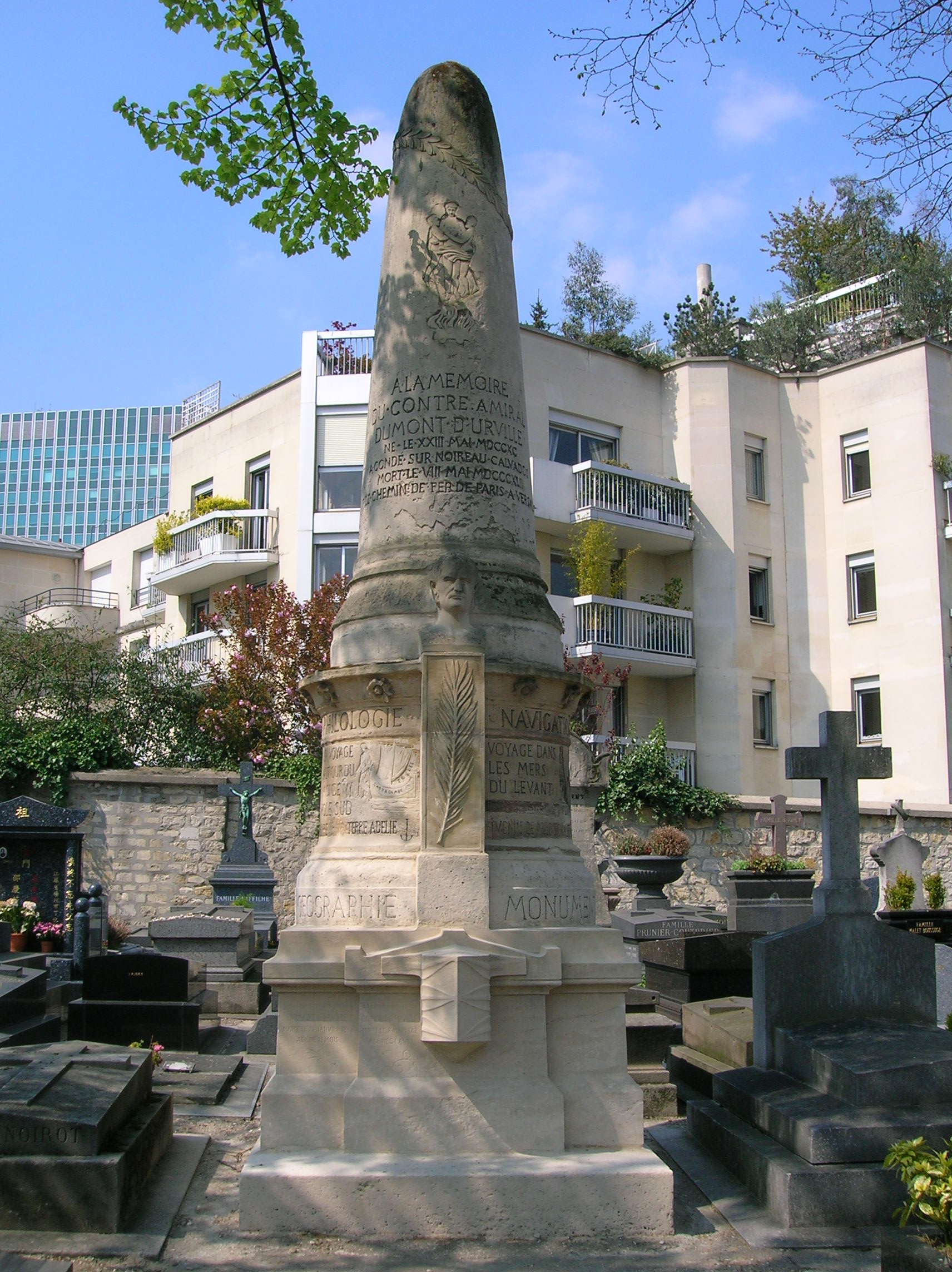
Tombe de Jules Dumont-d’Urville.

Des membres de l'École des Arts et Métiers ont rendu hommage à la création et la construction par Claude Goubet (27e division) des premiers sous-marins dans les années 1880, plus de dix ans après la publication par Jules Verne de son ouvrage Vingt mille lieues sous les mers.
La France a exprimé en 1937 sa reconnaissance à Louis-Gustave Binger (9e division) pour l'exploration de la boucle du Niger et la fondation de la Côte d'Ivoire, dont il fut le premier administrateur (1893).
Le cimetière ne possède pas de monument dédié aux morts de la Grande Guerre. Cependant, des familles ont mis en scène le massacre de leur jeune génération. Par exemple, les photographies des fils Danziger (29e division), morts à la bataille de Verdun (1916) et de l'offensive finale d'octobre 1918, font écho aux effigies des frères Royan (25e division) morts lors de l'invasion de 1914 et de la bataille de la Somme (1916).
Plusieurs témoignages d'époque citent les apports d'Adolphe Pégoud (4e division) dans la manœuvre en vol des premiers avions (1913-1915).
L'aviatrice Maryse Bastié (6e division) a réalisé de nombreux exploits à l'occasion de l'essor de l'aéronautique (1928-1936).
La décoration cinématographique de la tombe d'Henri Langlois (6e division) illustre la fondation en 1936 de la Cinémathèque française. Par ailleurs Henri de France (15e division) s'est lancé en 1931 dans la conception industrielle de téléviseurs : il est l'inventeur du premier procédé de télévision couleur exploité en France (1967).
La tombe de la famille Baur (30e division) est dominée par l'hommage national à André Baur, président de l'Union générale des israélites de France pour la zone occupée de 1940 à 1944. Cet organisme avait notamment pour mission de venir sous la responsabilité du régime de Vichy en aide aux juifs devenus des citoyens déclassés. André Baur fut finalement déporté avec sa femme et ses quatre enfants en 1943.
Une famille évoque de façon appuyée le souvenir du Malgré-nous Paul Siry (13e division), enrôlé de force dans la Wehrmacht, à la suite de l'annexion en juin 1940 de l'Alsace-Lorraine et qui disparut ainsi en septembre 1943 sur le front russe, à l'âge de 21 ans.

### Anecdotes
La tombe de Marguerite Duras est ornée de stylos plantés dans deux pots superposés. L'arbuste planté dans le pot supérieur est lui-même décoré de bracelets : allusion à Des Journées entières dans les arbres, nouvelle (1954), pièce (1965) et film (1977), inspirés du contexte familial vécu par l'auteur ?
L'acteur Bruno Cremer qui a incarné à l'écran le commissaire Maigret repose avec inscrit sur sa tombe « Ceci est un trou de mémoire », à côté de l'avocat Jacques Vergès, autre figure médiatique en son temps.
Georges Brassens, qui est enterré à Sète, évoque dans sa chanson La Ballade des cimetières celui du Montparnasse, dont sa maison était comme il le chante « à quatre pas ».

### Fait divers: cas de nécrophilie
Au milieu du XIXe siècle, le sergent François Bertrand, surnommé le « sergent nécrophile » ou le « Vampire du Montparnasse », s'est livré à des exhumations et des mutilations de cadavres, essentiellement de femmes, dans plusieurs cimetières français, en particulier dans celui du Montparnasse, avant de pratiquer sur eux des actes de nécrophilie et de nécrosadisme. 
Il sera identifié, puis arrêté, après avoir été blessé la nuit du 15 au 16 mars 1849 par un piège de type machine infernale, posé à l'intérieur de l'enceinte du cimetière par les autorités municipales afin de stopper son action. Il sera condamné à un an de prison et interné en hôpital psychiatrique ou son « cas » sera étudié.

### Galerie

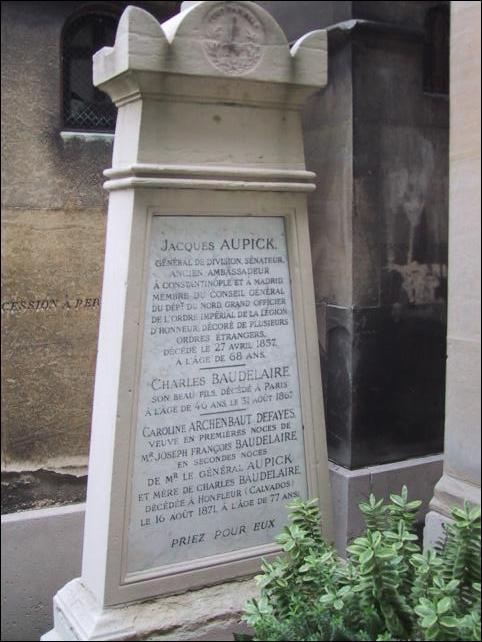
Tombe de Baudelaire.
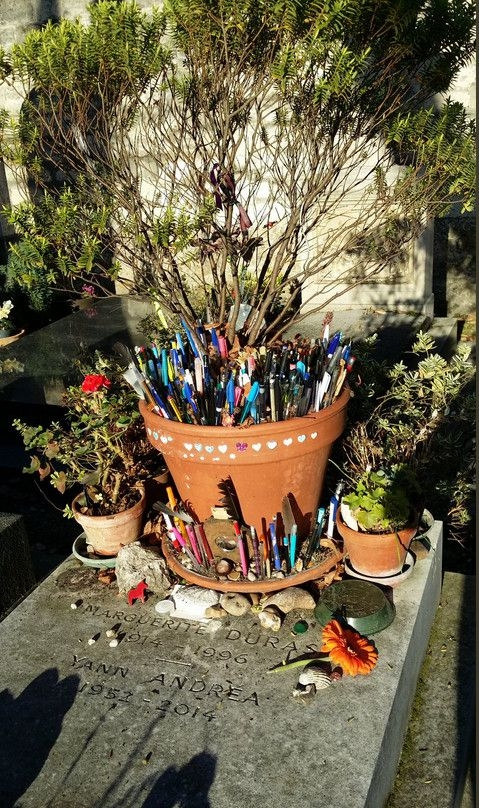
Tombe de Marguerite Duras.
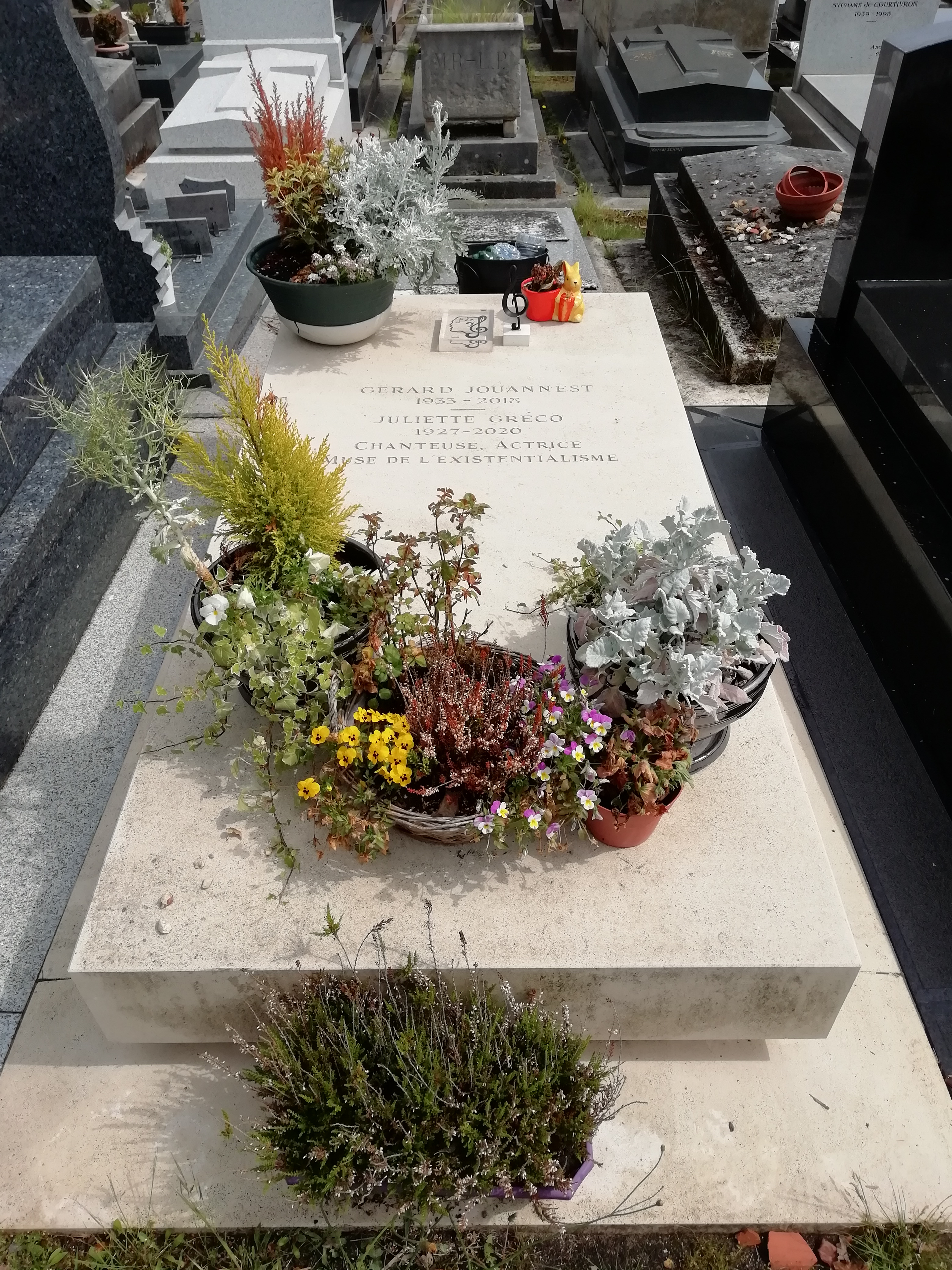
Tombe de Juliette Gréco
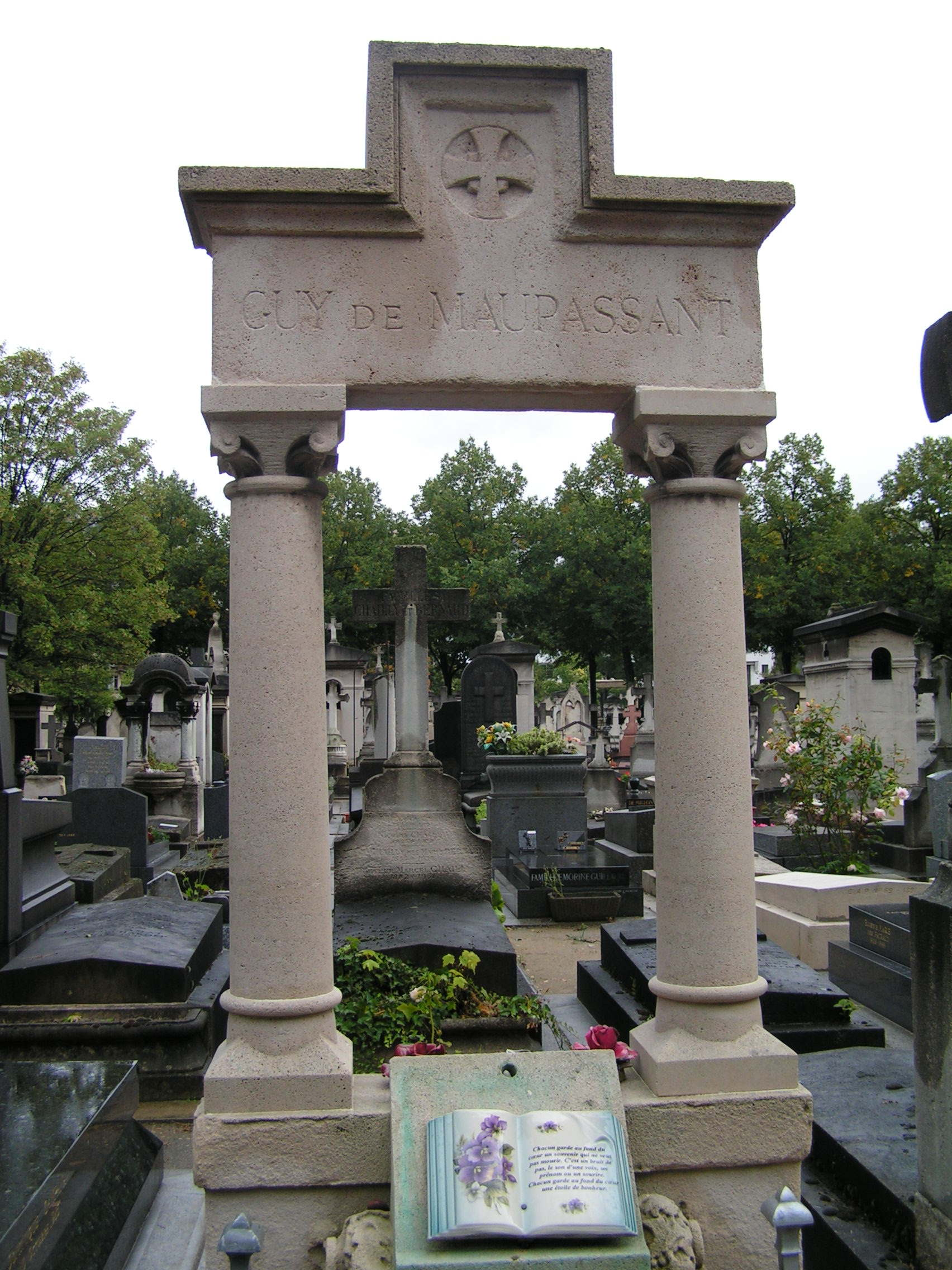
Sépulture de Maupassant.
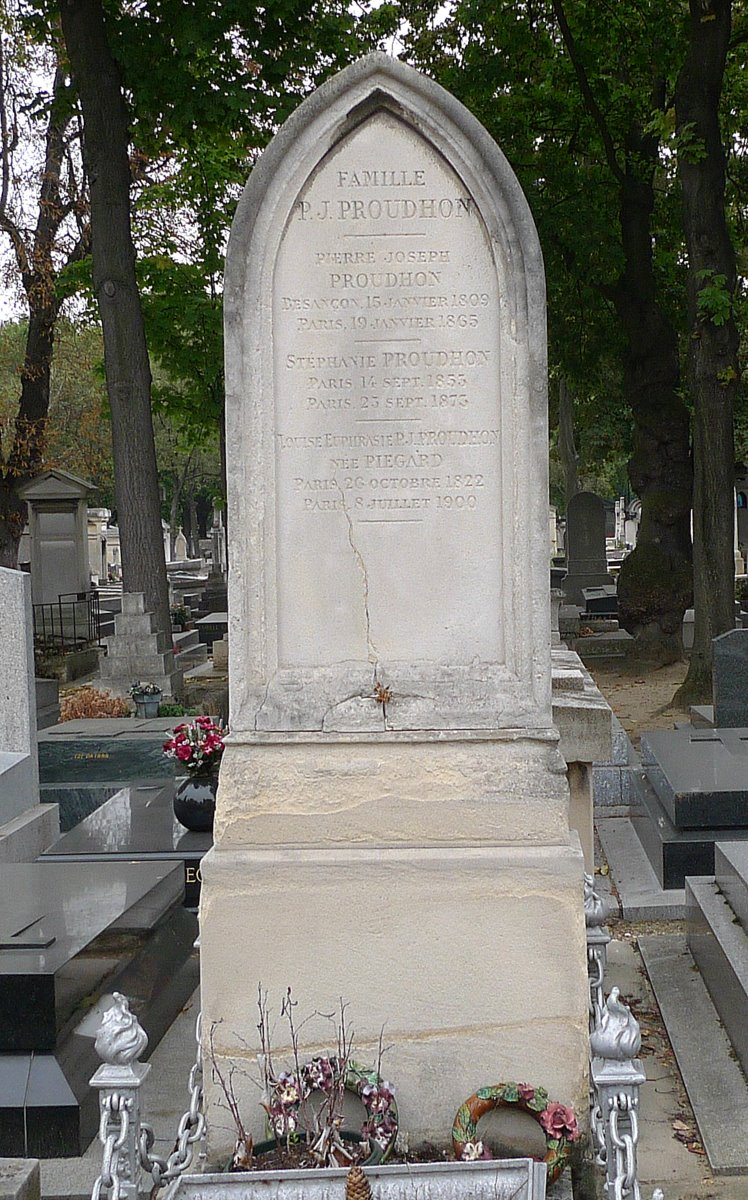
Tombe de Proudhon.
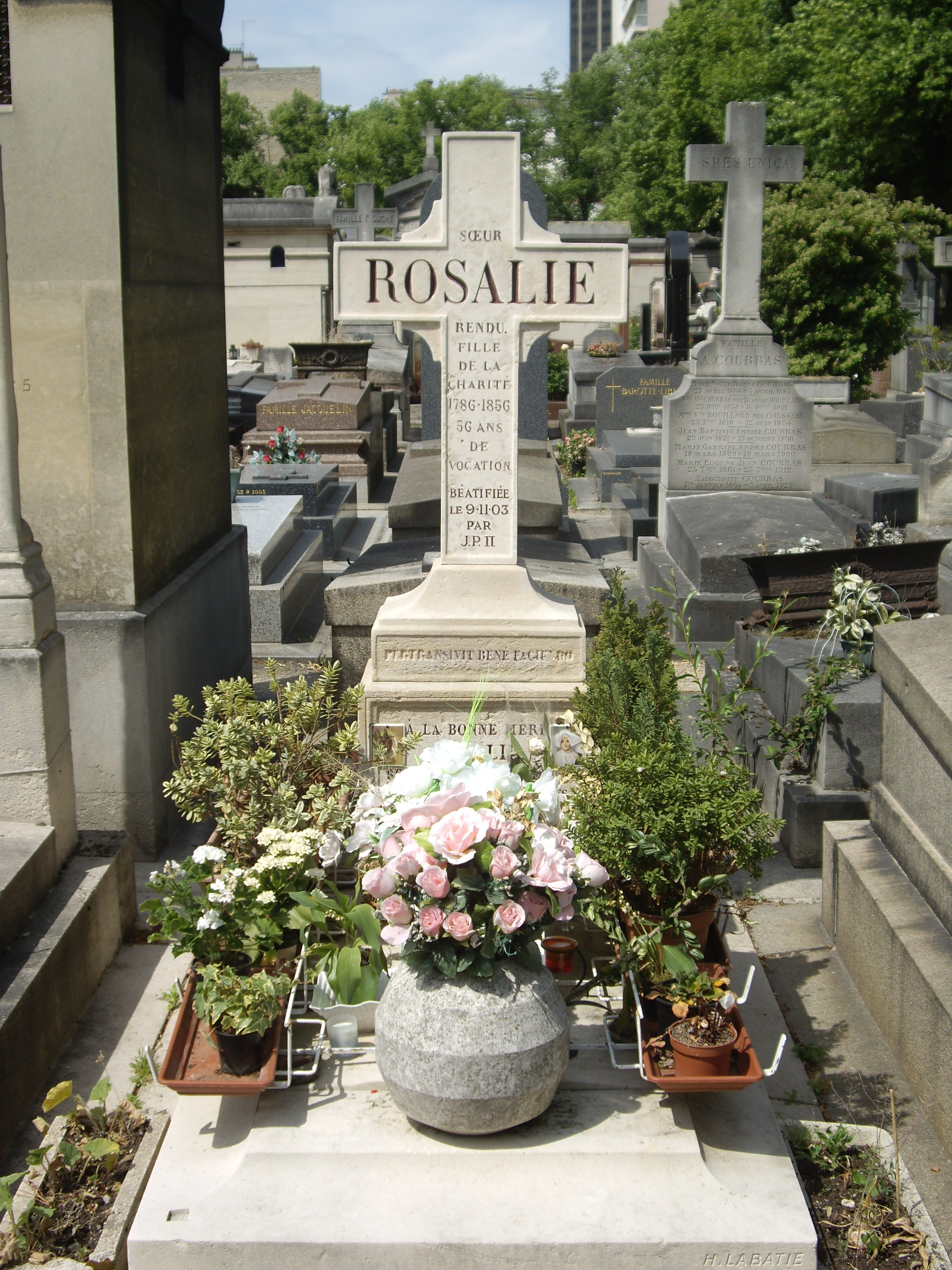
Tombe de Sr Rosalie Rendu.
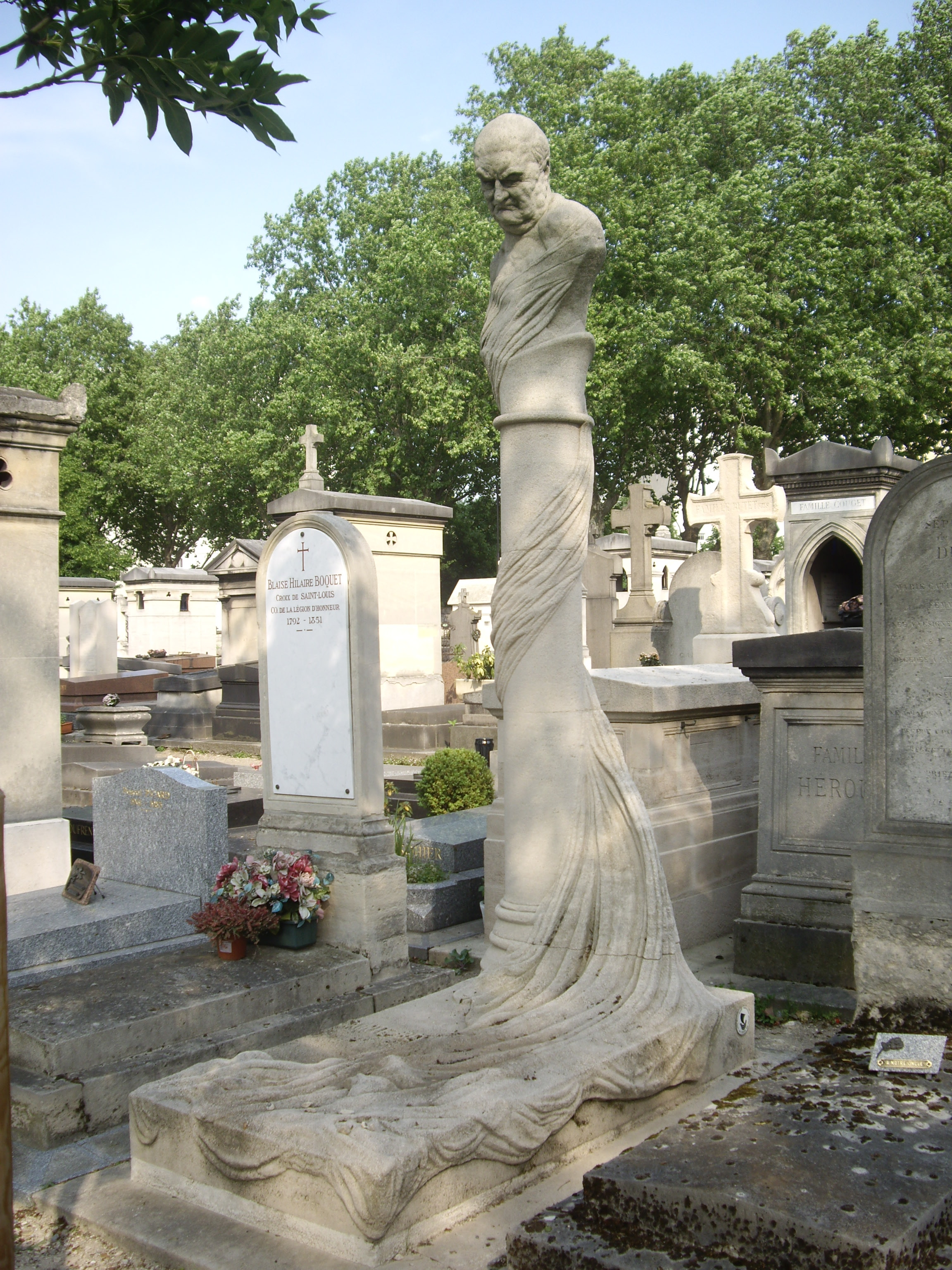
Tombe de Sainte-Beuve.
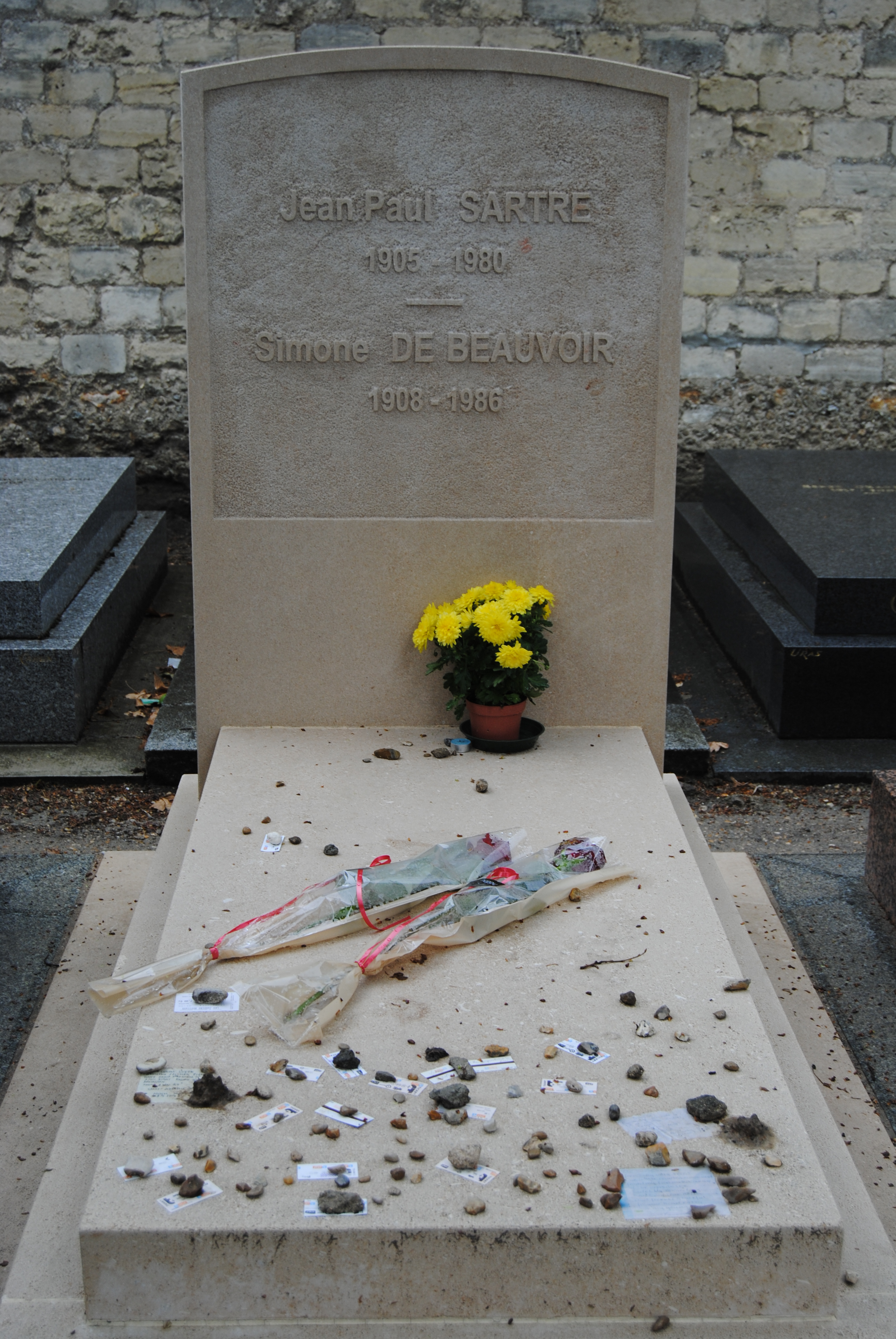
Tombe de Sartre et Beauvoir.
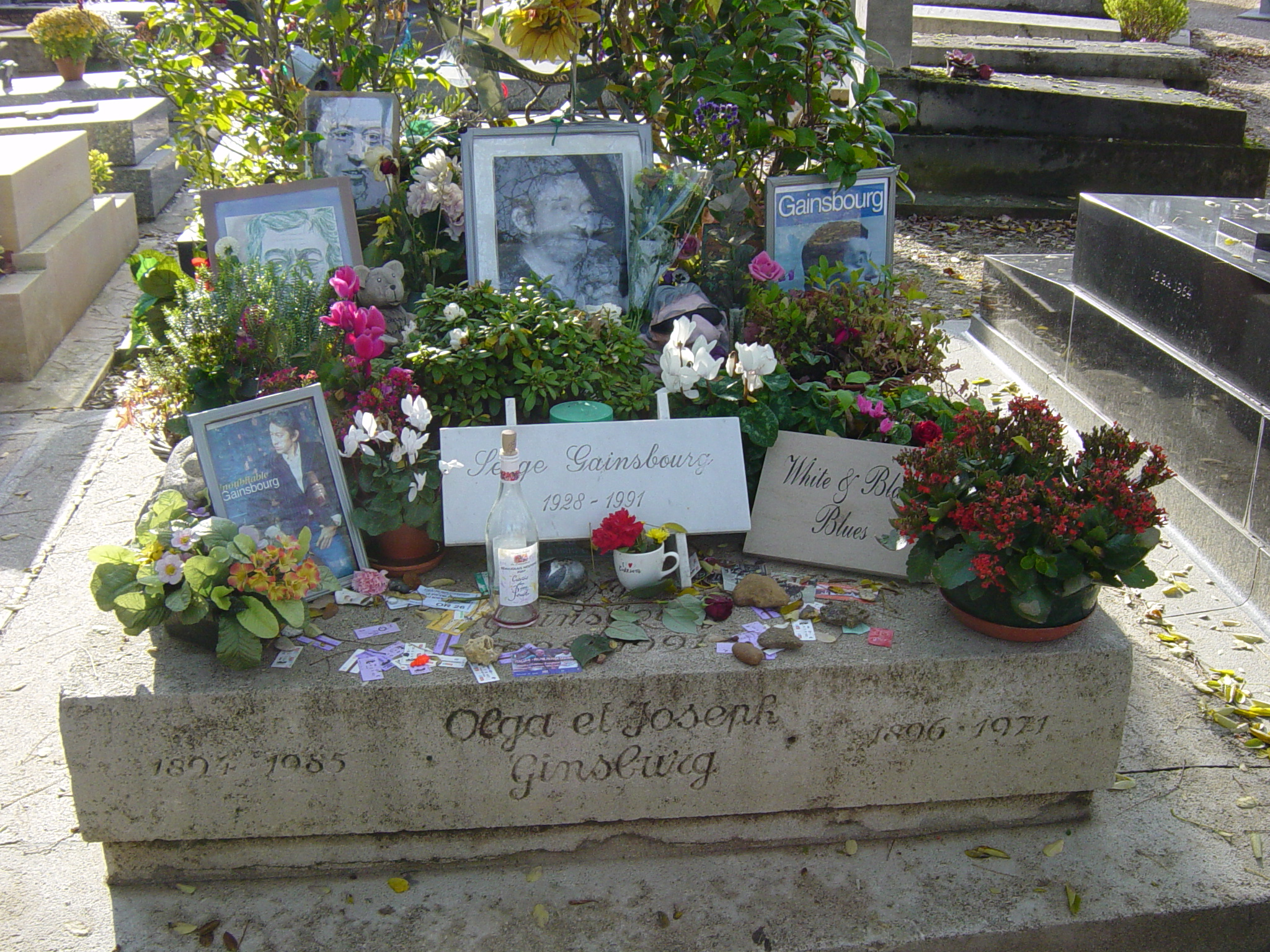
Tombe de Serge Gainsbourg et ses parents.
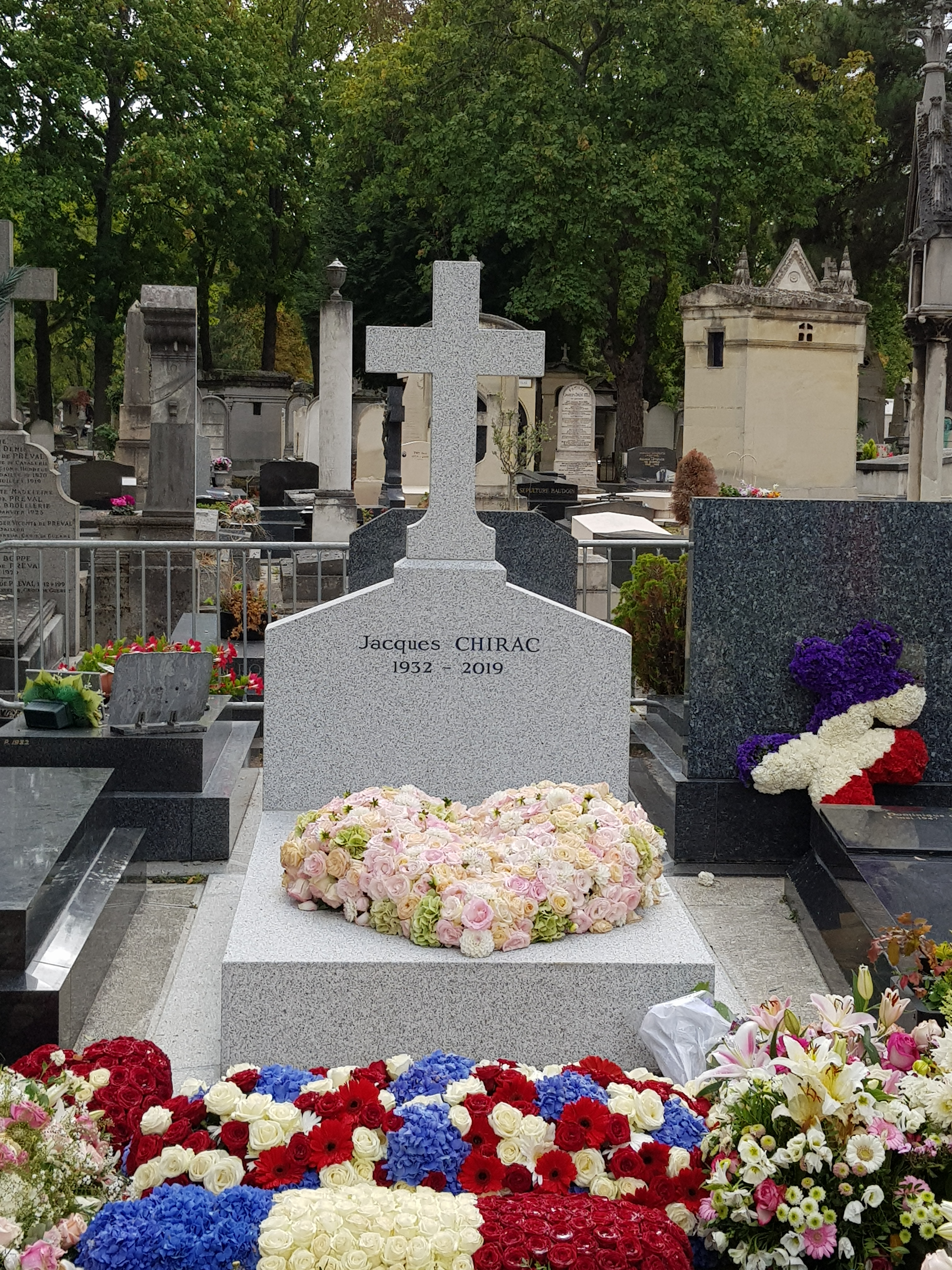
Tombe de Jacques Chirac.
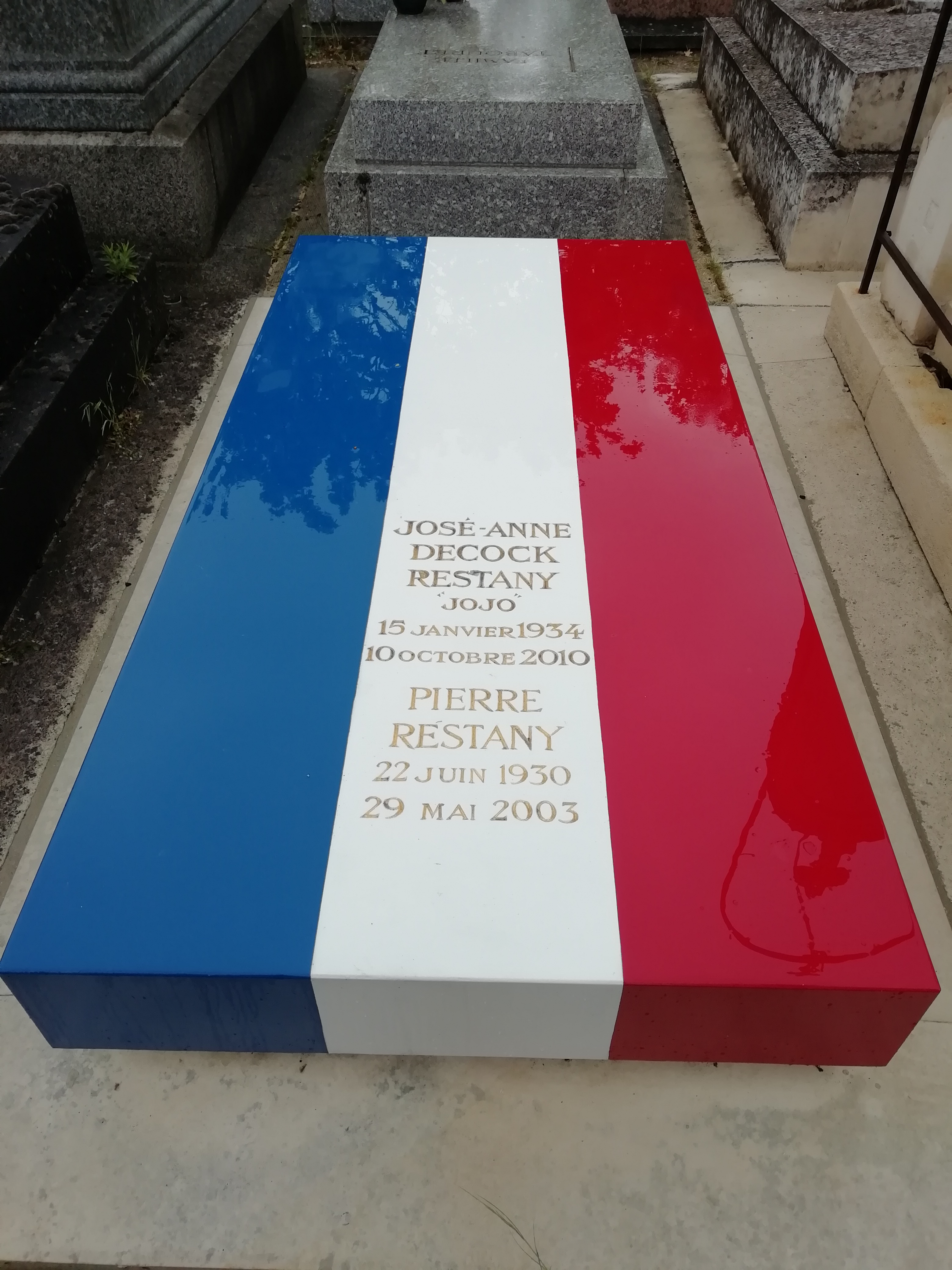
Tombe de Pierre Restany et Jos De Cock.